# Atlas Elektronik
Pour les articles homonymes, voir Atlas.

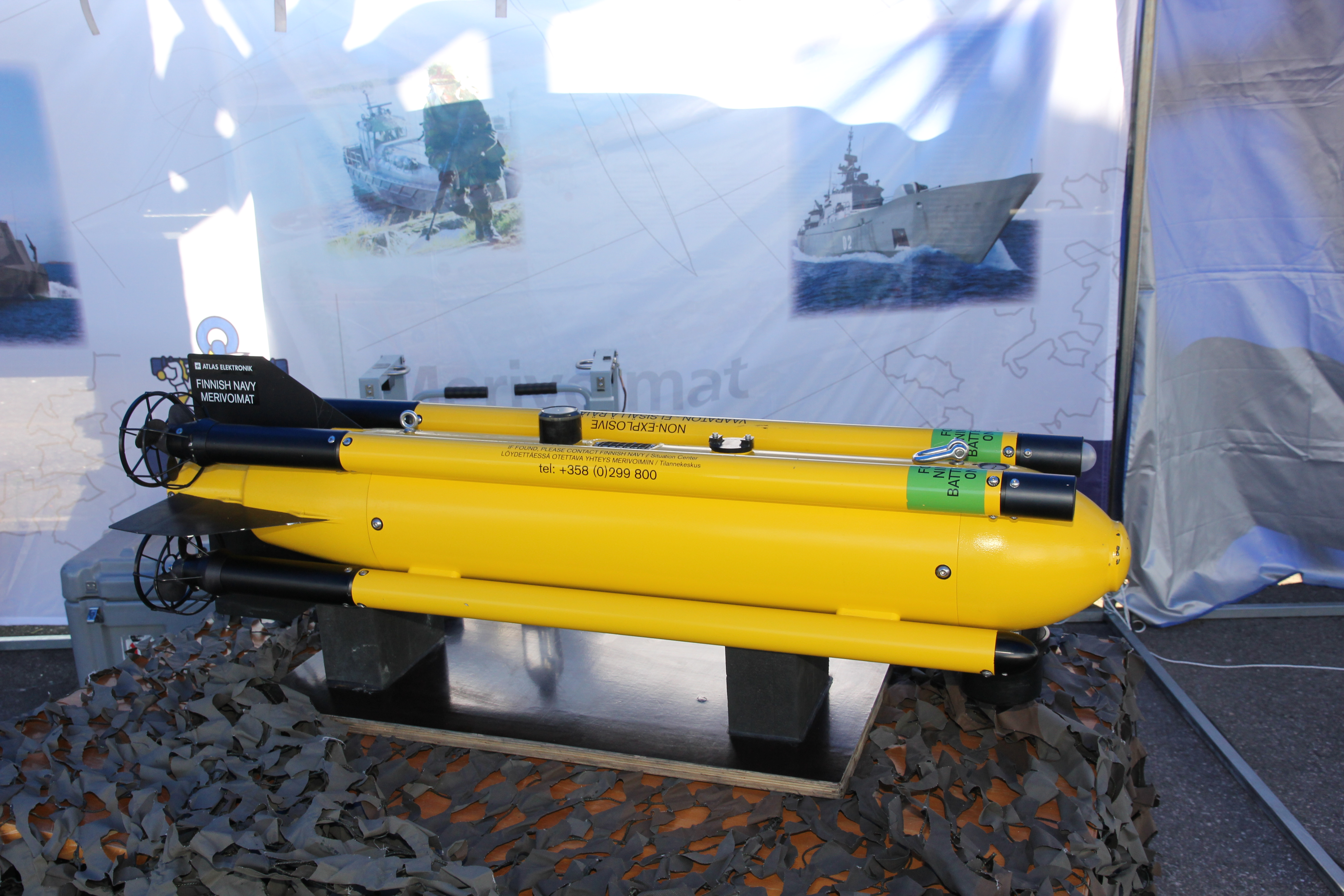
Seafox drone fabriqué par Atlas Elektronik.

Atlas Elektronik est une entreprise navale / marine électronique et de systèmes basée à Brême, Allemagne. Elle est impliquée dans le développement de systèmes intégrés sonar pour sous-marins et torpilles lourdes, comme la DM2A4.

## Historique
La société était une filiale de BAE Systems jusqu'en décembre 2005, date à laquelle elle a été vendue à ThyssenKrupp et EADS.
La division électronique d'Atlas Werke deviendra indépendante dans les années 1990, et deviendra plus tard Atlas Elektronik.

## Produits
- Commande de tir pour le canon Bofors 40 mm
- Torpille anti-torpille SeaSpider
- Torpille DM2A4
- Véhicule sous-marin téléopéré SeaFox Drone